# Schloßberg 32 (Quedlinburg)

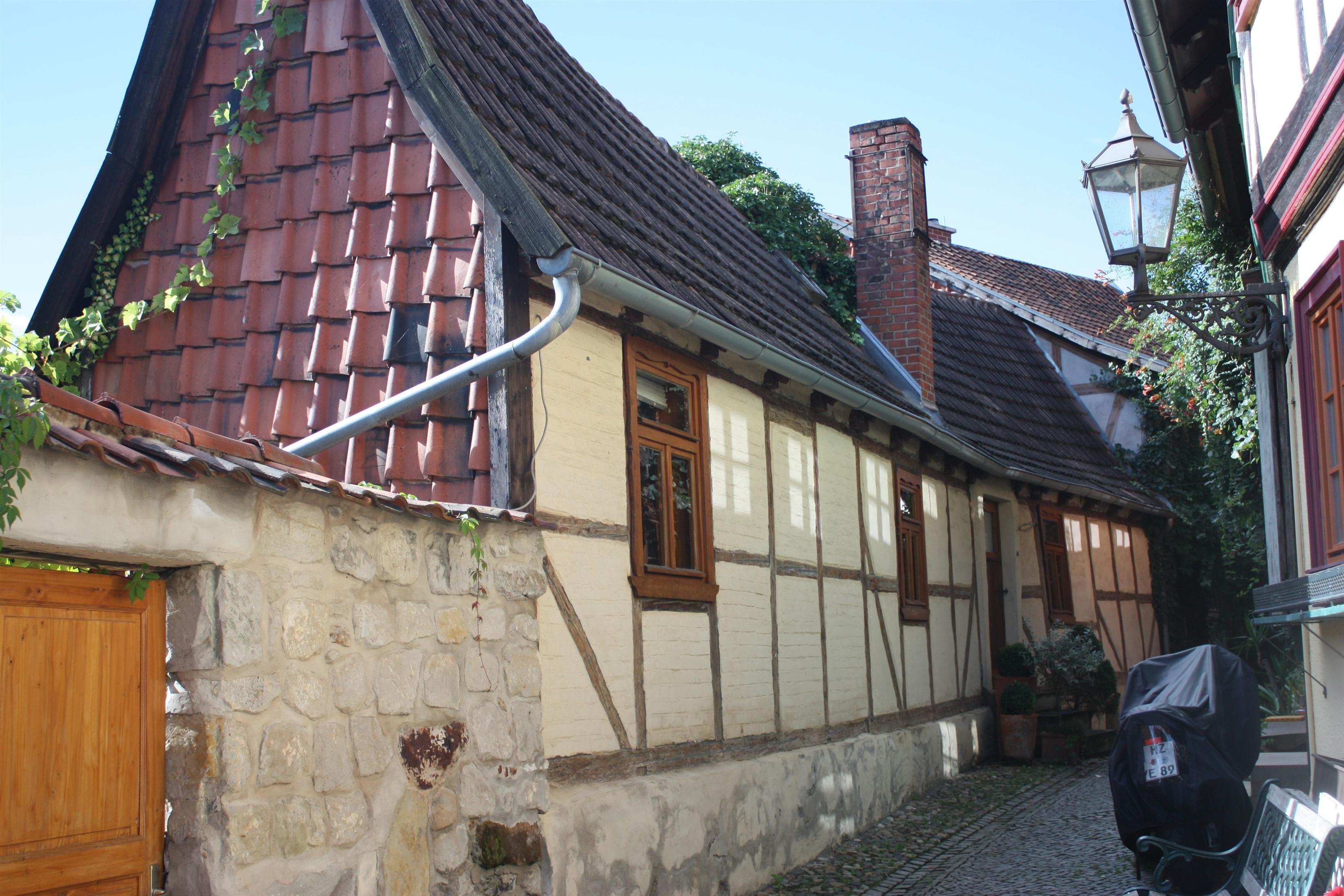
Haus Schloßberg 32

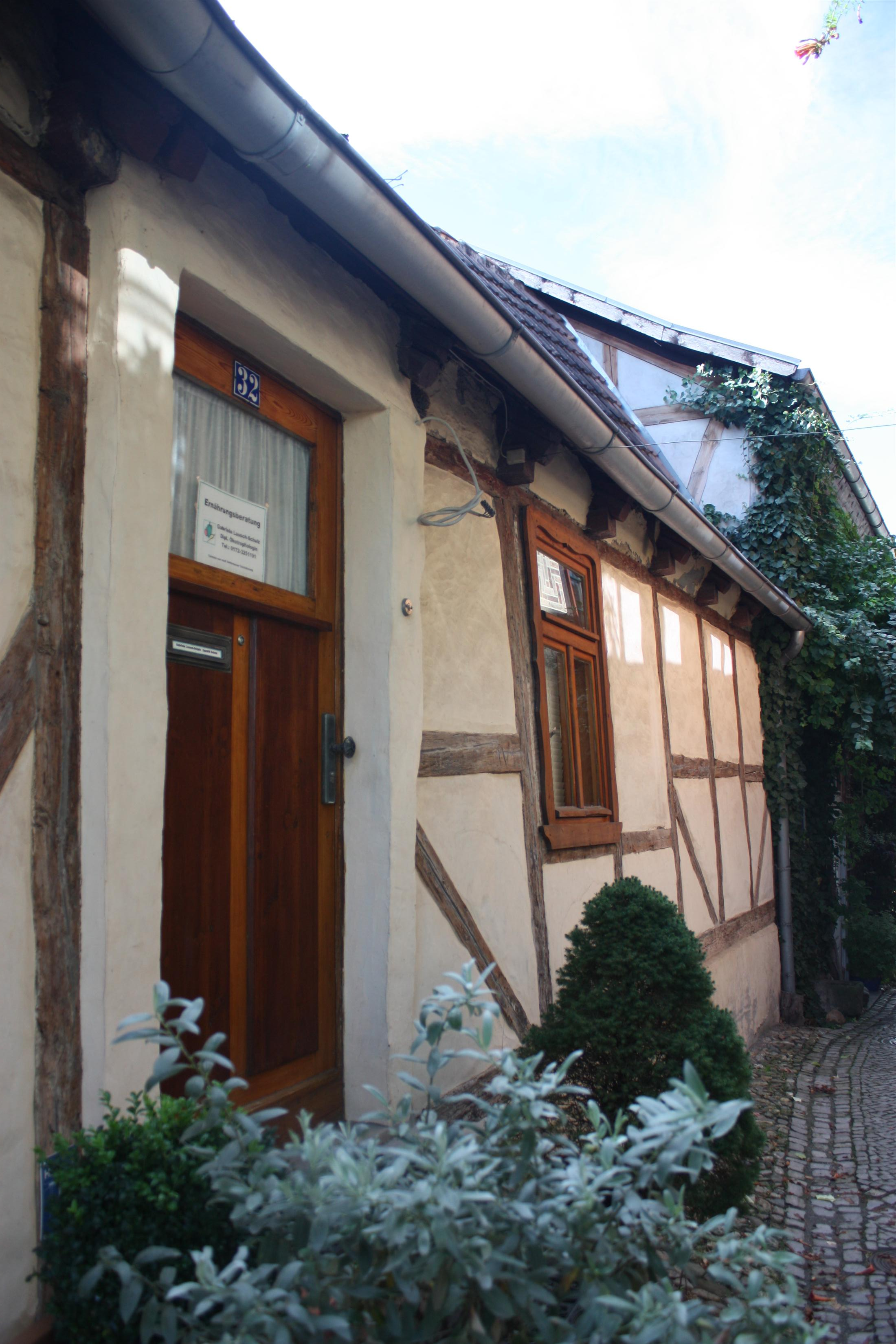
Haustür in das obere Geschoss von der Straße Schloßberg aus

Das Haus Schloßberg 32  ist ein denkmalgeschütztes Gebäude in der Stadt Quedlinburg in Sachsen-Anhalt.

## Lage
Es befindet sich am Schlossberg, südlich der Quedlinburger Altstadt im Stadtteil Westendorf in einer Hanglage und gehört zum UNESCO-Weltkulturerbe. Im Quedlinburger Denkmalverzeichnis ist das Gebäude als Wohnhaus eingetragen.

## Architektur und Geschichte
Das sehr schmale und niedrige Fachwerkhaus entstand vermutlich am Ende des 17. Jahrhunderts. Das Gebäude ist zweigeschossig, wobei das untere Geschoss nur von der straßenabgewandten Seite aus zugänglich ist. Bedeckt ist das Haus von einem hohen spitzen Dach. Der an der Nordseite befindliche Giebel ist mit Ziegeln verkleidet.